# Gogoșu (Dolj)
Gogoșu è un comune della Romania di 849 abitanti, ubicato nel distretto di Dolj, nella regione storica dell'Oltenia.
Il comune è formato dall'unione di 3 villaggi: Gogoșița, Gogoșu, Ștefănel.